# Stefano Bertacco
Stefano Bertacco (29 de dezembro de 1962 - 14 de junho de 2020) foi um político italiano que foi senador italiano de 2014 até à sua morte em 2020.

## Carreira política
Bertacco tornou-se membro do Senado italiano quando Elisabetta Casellati saiu. Bertacco assumiu o seu assento na legislatura. Bertacco foi reeleito nas eleições legislativas de 2018 no distrito de um único membro de Villafranca di Verona.
Bertacco morreu em 14 de junho de 2020 após uma longa doença. Uma eleição suplementar foi realizada para substituir Bertacco em setembro de 2020, e foi vencida por Luca De Carlo.